# Neurokommunikation
Neurokommunikation ist eine neue, wissenschaftliche Betrachtungsweise der Unternehmenskommunikation. Die Neurokommunikation basiert auf den in den letzten Jahren gewonnen neurowissenschaftlichen Einblicken in das menschliche Gehirn; insbesondere werden die Erkenntnisse aus dem Bereich der Neuroökonomie und des Neuromarketings mit einbezogen.
Heutzutage ist es keine Herausforderung mehr, Zielgruppen auf technischem Wege zu erreichen. Das Ziel der Neurokommunikation ist deshalb die taktische und strategische Neuausrichtung von Unternehmenskommunikation und Marketing nach den Erkenntnissen der Neurowissenschaften.
Dazu werden durch die Neurowissenschaft belegbare Regeln befolgt.

## Kriterien der Neurokommunikation
Reduktion: Weniger ist mehr: Das Arbeitsgedächtnis kann sieben verschiedenen Informationen gleichzeitig behandeln. Wie in einem Stapel fallen bei Eintreffen neuer Informationen alte aus dem Arbeitsgedächtnis.
Das Nervensystem reduziert die Information im Verhältnis 1.000.000 zu 1 auf dem Weg der sensorischen Wahrnehmung bis ins Bewusstsein. Dieser Reduktionsprozess schafft letztlich die Bewertung.
Assoziation: Ziel ist es, Informationen mit positiven Assoziationen (Hebbsche Plastizität „cells that fires together, wires together“) über den Hippocampus in das Langzeitgedächtnis zu befördern.
Biologischer Realismus: Verhalten basiert auf dem Anstreben der Imperative Dominanz, Stimulanz und Balance. Die biologischen Imperative sind Ausprägungen der biologischen Fitness (die eigenen Gene möglichst erfolgreich in die nächste Generation weiterzureichen).
Widerspruchsfreiheit: Widersprüchliche Informationen sorgen für kognitive Dissonanz und aktivieren das Streben nach Balance. Wichtiges wird von Unwichtigem unterschieden.
Emotio schlägt Ratio: Die Innervation aus der subkortikalen Region in den Cortex ist bedeutend stärker als die Innervation aus dem Cortex in die subkortikalen Bereiche.
Wiederholung: Neuronale Netze lernen durch Trainieren, d. h. durch Wiederholung. So werden die Synapsengewichte eingestellt.
Struktur – Lernen durch Linearität: Neuronale Netze lernen nur in einer strukturierten Umgebung. In einer chaotischen Umgebung können sich die Synapsengewichtungen nicht auf etwas Regelhaftes einstellen.